# Томчаній Михайло Михайлович
Миха́йло Миха́йлович Томчані́й (угор. ifj. Tomcsányi Mihály; 9 листопада 1946, Ужгород) — угорський та український архітектор, містобудівельник, графік.

## Біографія
Його батько — відомий закарпатський письменник Михайло Іванович Томчаній. В часи Австро-Угорщини, згідно зі свідоцтвом про народження, прізвище його батька було записане як Tomcsányi Mihály.
Мати Пал Гізелла Анна (24 квітня 1922 — Кішуйсаллаш, Угорщина,19 березня 2008 — Ужгород.)
Середню освіту здобув в Ужгороді (1953—1964).
1965 року вступив на архітектурний факультету Київського художнього інституту (нині Національна академія образотворчого мистецтва і архітектури).
1971 року, закінчивши інститут, отримав направлення в Київський зональний науково-дослідний інститут експериментального проектування. Але від направлення відмовився і повернувся в Ужгород. Там з 1971 року працював керівником групи архітекторів в Закарпатській філії Київського проектного інституту «Діпроміст».
У 1980—1990 роках був головним архітектором Ужгорода.
У 1977—1980 роках був головою Закарпатської організації Спілки архітекторів України і членом правління Спілки архітекторів України.
Багато зусиль приклав до збереження самобутнього історичного центру древнього Ужгорода. 1987 року в Московському архітектурному інституті, після захисту відповідної дипломної роботи, йому надали кваліфікацію містобудівельника. Від 1981 року був членом Всесоюзної ради головних архітекторів міст та областей. У 1990—1991 роках був першим головою створеного ним на Закарпатті «Товариства карпатських русинів».
1991 року виїхав з Радянського Союзу в Угорщину, де продовжував працювати за фахом. 1993 року здобув найвищу кваліфікацію провідного архітектора. Член Палати архітекторів Угорщини з моменту її створення. Нині мешкає в Будапешті з дружиною Маргаритою Ахатівною (уроджена Ахметова) та сином Михайлом.

## Творчість
Як художник-графік проілюстрував близько 50 книжок. Брав участь в обласних, республіканських і міжнародних виставках.
Основні архітектурні роботи:
- Адміністративний будинок, Ужгород, 1972
- Пологовий будинок, Мукачеве, 1972
- Адміністративний будинок, Ужгород, 1975
- Мікрорайон «Боздош», Ужгород, 1976.
- Будинок правосуддя, Перечин, 1977
- Будинок правосуддя, Великий Березний, 1977
- Будова Центрального Поштампу, Ужгород, 1979
- Проект Детального Планування Центральної частини м. Ужгорода, 1984
- Будова ресторану, Кишинів, 1987
- Генеральний план м. Ужгорода, 1987
- Проект фасаду Ужгородського муз-драмтеатру. 1987
- Квартал індивідуальної забудови, Ужгород, 1989
- Інститут підвищення кваліфікації вчителів, Ужгород, 1990
- Адміністративний будинок, Ужгород, 1990
- Будапешт XVI. район, вул Бачкої. Сімейний будинок, 1993
- Токшонь. Сімейний будинок. 1994. (в співавторстві)
- Будова готелю. (Стерлітамак, Башкірія), 1995 (в співавторстві)
- Пештлігет (коло м. Вац). Проект Детального планування центру. 1996. (в співавторстві)
- Нодьковачі, вул. Шито. Сімейний будинок, 1997
- Будапешт V. район, вул. Ваці 22. Адміністративний будинок. Реконструкція з надбудовою., 1997
- Надудвор. , Адміністративний будинок NAGISz. 1998 (в співавторстві)
- Шарошпоток. Будова готелю, 1998 (в співавторстві)
- Будапешт I. район, вул. Бирц 13-15. Реконструкція (Міністерство іноземних справ), 1998 (в співавторстві)
- Нодьковачі, вул. Череснє 10 Сімейний будинок, 2001.
- Будапешт VIII. район, кільцева вул. Музеум 12 — Ресторан-кав'ярня «Музеум». Реконструкція фасаду, 2002.